# Ben Paterson
Ben Paterson (Philadelphia, 1982. június 23. –) amerikai dzsesszzongorista, orgonista, zeneszerző.

## Pályakép
Ben Ben Paterson fiatal korában a klasszikus zenét és a dzsessz egyaránt tanulmányozta már azelőtt, hogy Philadelphiájból Chicagóba költözött volna. Évekig élt ott, és a város legjobb zenészeivel együtt dolgozott. A chicagói dzsessz és a blues keveréke itatta át. Amikor aztán New Yorkba költözött, már kész volt arra, hogy a nagyközönség elé álljon lendületes és a dallamos improvizációival.
2005-től Von Freeman mellett a National Endowment for the Arts (NEA) zongoristájaként dolgozott; rendszeresen fellépett vele, egészen Von Freeman 2012-ben bekövetkezett haláláig. A Ben Vonnal végzett munkája a Chicago Jazz Festivalon való fellépéseket is magában foglalta.
Ben Paterson őnállóan is fellépett a Chicago Jazz Fesztiválon szólózongoristaként és orgonakvartettjével is, valamint több tucat más helyen, például az Andy's Jazz Clubsban, Chicagóban.
Von Freeman mellett sok mindenki mással is dolgozott: Bobby Broom, Johnny O'Neal, Red Holloway, Eldee young, Jerry Weldon, Guy King, Ed Cherry, Brianna Thomas, Gregory Generet, Dave Specter, Jason Marshall, Henry Johnson, Corey Wilkes, Milton Suggs, Ernest Dawkins, Marianne Solivan, Patience Higgens, Myron Waldon, Kimberly Gordon, Martina DaSilva, Adam Rongo és sokan mások.
Jelentős fellépései közé tartozik B.B. King, Buddy Guy és Steely Dan koncertje a 2010-es Montreal Jazz Festen, továbbá a 2006-os, 2009-es és 2013-as Chicago Jazz Festen, a 2007-es, 2008-as és 2011-es Chicago Blues Festen. Koncertje volt Franciaországban, Kínában, Svájcban, Mexikóban, Svédországban és Tajvanon.

## Albumok
- Breathing Space (2007)
- Blues For Oscar (2012)
- Essential Elements (2013)
- For Once in My Life (2015)
- Live at Van Gelder's (2018)
- That Old Feeling (2018)
- I'll Be Thanking Santa (2019)